# Moapa Valley
Moapa Valley is een plaats (census-designated place) in de Amerikaanse staat Nevada, en valt bestuurlijk gezien onder Clark County.

## Demografie
Bij de volkstelling in 2000 werd het aantal inwoners vastgesteld op 5784.

## Geografie
Volgens het United States Census Bureau beslaat de plaats een oppervlakte van 113,1 km², waarvan 112,8 km² land en 0,3 km² water.

## Plaatsen in de nabije omgeving
De onderstaande figuur toont nabijgelegen plaatsen in een straal van 68 km rond Moapa Valley.